# Campanula staintonii
Campanula staintonii är en klockväxtart som beskrevs av Karl Heinz Rechinger och Schiman-czeika. Campanula staintonii ingår i släktet blåklockor, och familjen klockväxter.
Artens utbredningsområde är Pakistan. Inga underarter finns listade i Catalogue of Life.